# 航空英語
航空英語（こうくうえいご、英語: Aviation English）は、民間航空における事実上（デ・ファクト）の国際言語。パイロットや航空管制官など、航空関係業務に従事する専門職の共通語（リンガ・フランカ）となっている。

## 概要
20世紀における航空の拡大とともに、パイロットや航空管制官たちのコミュニケーション能力について、安全性の観点からの懸念が生じていた。1951年、国際民間航空機関 (ICAO) は、国際民間航空条約（シカゴ条約）付属書10 (Vol I, 5.2.1.1.2) 航空通信 (Aeronautical Telecommunications Vol.1-5) において、「国際的な航空無線のコミュニケーション」においては、広く英語が用いられるべきであると勧告した。これは（強制力のない）勧告に留まるものであったが、ICAO の航空英語は広く受け入れられることとなった。
しかし、パイロットや航空管制官たちの中には英語の運用能力が十分ではない者も多く、583人が死亡した1977年のテネリフェ空港ジャンボ機衝突事故や、349人が死亡した1996年のニューデリー空中衝突事故など、コミュニケーションにおける誤解から事故に至る事例も発生し続けている。ICAO は、「コミュニケーション、あるいは、その欠如が、多くの事故調査において、重要な原因として提示されてきた」ことを認めている。2003年、ICAO は、「シカゴ条約付属書への新たな追加事項を発表し、国際的業務に従事する航空関係者に、一定水準の英語運用能力の実地証明を求める」こととした。
航空英語は、特定の目的のための英語 (ESP) のひとつであり、いくつかの特異な構造をもっており、「管制通信で使用するような発音・文構造に特殊性のある英語」と説明されることもある。例えば、換語（直前に述べたことを言い換える場合）は、必ず「correction（訂正）」と言わなければならない。「Yes（はい）」は「Affirm (ative)」、「No（いいえ）」は「Negative」と言い換える。標準化された言い回しが必要であることから、航空英語試験が行なわれるようになっているが、こうした試験はICAOが直接運営しているものではない。
航空管制は無線通信であるため、明瞭性の観点やヒューマンエラー（聞き間違いなど）の防止から、フォネティックコードが使用される。たとえば、アルファベットのBを伝達するため"B as in Bravo"、Vを伝達するため"V as in Victor"などと標準的な語の頭文字を文章で伝えることで、伝達ミスを防いでいる。標準的な語はICAOから公式に発表されているが、各国の言語事情や他の航空関係の用語との混同防止（DはDeltaだが、アメリカではデルタ航空のコールサインであることから、使用が避けられ別語がつかわれる場合がある）から、運用上は必ずしも厳守されているわけではない。

## 試験
航空英語の技能認定の標準化として、 イギリスのTest of English for Aviation (TEA)や欧州航空航法安全機構が実施する ELPAC (English Language Proficiency for Aeronautical Communication) などが確立・実施されている。

### 日本国において
日本の航空従事者、その内の操縦士に該当する者は基本、日本国内のみで航空機を運航する際には航空英語能力証明を必要としない。しかし、航空法第四章第三十三条の定めにより、日本国と外国との間を航空機で運行をする際は航空英語能力証明を受ける必要がある。国土交通省令が定めるその他の運航についても、航空英語能力証明は必要になる。
航空無線通信士の試験では航空英語ではなく一般的な英語で航空に関する出題がある。